# Фульвета бутанська
Фульве́та бутанська (Fulvetta ludlowi) — вид горобцеподібних птахів родини суторових (Paradoxornithidae). Мешкає в Гімалаях. Вид названий на честь англійського натураліста Френка Ладлоу.

## Опис

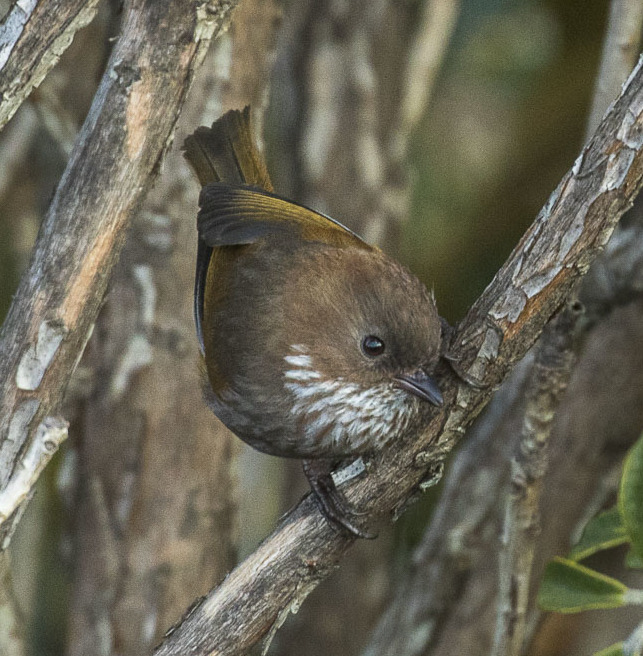
Бутанська фульвета

Довжина птаха становить 10,5 см. Голова коричнева. горло пістряве, біло-коричневе. Обличчя, тім'я, шия і живіт сірі. Нижня частина спини і нижня частина живота рудувато-коричневі. Покривні пера крил коричневі, махові пера рудувато-коричневі, крайні махові пера чорно-білі. Хвіст рудувато-коричневий.

## Поширення і екологія
Бутанські фульвети мешкають в Бутані, Індії, Китаї і М'янмі. Вони живуть в  чагарниковому і бамбуковому підліску гірських рододендронових лісів. Зустрічаються парами або невеликими зграйками, на висоті від 2450 до 4000 м над рівнем моря. Взимку мігрують в долини. В Бутані гніздяться травня по вересень.